# Reay Tannahill
Reay Tannahill (* 9. Dezember 1929 in Glasgow; † 2. November 2007 in London) war eine britische Historikerin und Autorin, bekannt durch die Bestseller Food in History und Sex in History. Unter dem Pseudonym Annabel Laine und dem Realnamen schrieb sie auch fiktionale Literatur, besonders historische Romane.
Sie besuchte die Shawlands Academy und studierte Geschichte an der University of Glasgow. Ihr erstes historisches Buch über die Regency Epoche schrieb sie im Auftrag von The Folio Society. Ab 1983 schrieb sie auch historische Romane, von denen einige zu Bestsellern wurden. 

## Schriften
- Regency England: The Great Age of the Colour Print (1964)
- Paris in the Revolution: A Collection of Eye-witness Accounts (1966)
- The Fine Art of Food (1969)
- Food in History (1973)
  - Kulturgeschichte des Essens. Von der letzten Eiszeit bis heute, Neff, 1982, ISBN 978-370140113-0
- Flesh & Blood: A History of the Cannibal Complex (1975)
  - Fleisch und Blut. Eine Kulturgeschichte des Kannibalismus, Goldmann, 1982, ISBN 978-344211215-9
- Sex in History (1980), ISBN 978-0349120201
  - Kulturgeschichte der Erotik, Ullstein, 1991, ISBN 978-3548341712

### Fiktionale Literatur
- A Dark and Distant Shore (1983) ISBN 978-178185903-2
- The World, the Flesh and the Devil (1985)
- Fatal Majesty (1998) (Roman über Maria Stuart) ISBN 978-0-75281687-6
  - Macht und Leidenschaft, Droemer, 1999, ISBN 978-342619488-1

## Einzelbelege
1. ↑  Reay Tannahill. The Herald, 21. November 2007, abgerufen am 28. November 2023 (englisch).

| Personendaten    | Personendaten          |
| ---------------- | ---------------------- |
| NAME             | Tannahill, Reay        |
| ALTERNATIVNAMEN  | Laine, Annabel         |
| KURZBESCHREIBUNG | britische Historikerin |
| GEBURTSDATUM     | 9. Dezember 1929       |
| GEBURTSORT       | Glasgow, Schottland    |
| STERBEDATUM      | 2. November 2007       |
| STERBEORT        | London                 |